# Želva vroubená
Želva vroubená (Testudo marginata) je želva patřící do čeledi testudovití. Jedná se o největší evropskou želvu. Je endemitem Řecka, Itálie a jižní části Balkánu.